# バイフューエル
バイフューエル（Bi-Fuel）とは、2種類の燃料を切り替えて使用できる単一エンジンの意味である。
軍用車両に見られる、3種類以上の燃料が使用可能なものは、マルチフューエルと呼ばれる。

## LPガス、天然ガス等と他燃料の組み合わせ
LPG、CNG（圧縮天然ガス）と予備燃料としてガソリンを合わせて使用するものが最も普及している。これは、ガスを補給するインフラがまだ十分でないため、予備燃料としてガソリンを使用することができるからである。
1エンジン・2フュエルシステムとも呼ばれる。
特に、欧州・北米のほとんどのLPG車のエンジンは、バイフューエルである。LPG車は、全世界で約900万台（2005年）2010年では1580万台にも達し、CNG車は約200万台（2005年）2010年では1500万台が普及している。しかし、その多くは予備燃料としてガソリンを保有・使用可能なバイフューエル車である。この理由として、ガス燃料車は、そのほとんどがガソリン車からの改造であることが挙げられる。欧州では、ディーラーでもカーステレオをつけるように直ぐ改造が可能である。
代替燃料としてのガス車は、低コスト・排ガスのクリーンさから都市内での走行制限がない（オランダ、フランス・パリ市・イギリス・ロンドン等）ため、多数普及している。その際に「燃料切れ」の恐怖感を緩和する為の「予備燃料的な」利用方法として編み出されたシステムである。
バイフューエル車を量産しているメーカーは少なく、世界中の自動車メーカーで量産しているのは、2004年現在、ボルボだけであり、LPG・CNGともセダン、ワゴンで8車種を生産している。その台数は年間2万台近くになる。（2006年にLPG生産中止、2009年にCNG生産中止、その後メーカー純正後付システムで再展開）。2000年からはマルチ・スズキ・インディアがワゴンRプラスとしてLPG、CNGバージョンを市販、2010年代には、韓国キアが１Lカー「モーニング」でバイフューエル量産車に参入してきている。

### 日本における状況
1つのエンジンで2種類の燃料供給方式を持つことは、「不経済で、その燃料の特質を生かせない」と日本の自動車エンジニアは言う者が多い。しかし、ボルボは、これをオランダのNECAM社、日本のデンソーらとともに解決した。どちらの燃料を使用しても同一出力、最大効率が可能なエンジンを開発し、量産販売している。排出ガスレベルもEURO5相当であり、信頼性も高い。
ボルボは1995年から開発し、2005年には開発・販売から10年を迎えた。
日本では、LPG車の改造車で、新日本石油（現ENEOS）がオランダヴィアーレ社のLPガス液体噴射方式の「LPiシステム」、田中モータースが独自開発の気体噴射システムの「ELPIシステム」としてバイフューエル車を多数販売し、CNG車では三菱が販売を行っている。排出ガス規制の強化に伴い、2010年現在、LPG改造車の約95 %、CNG改造車の70 %はバイフューエルとなった。主なシステムメーカーはイタリア・ランディレンゾ社、日本国内ではハナエンジニアリングジャパン、CNGはハナエンジニアリングジャパン、HKSなどがある。
また、フォークリフトにおいては、LPG車を選択すると、LPGとガソリンのバイフューエル車になる。プロパンガスが入手出来ない場合に、ガソリンを使用する事がある。